# Poul Reumert
Poul Hagen Reumert (født 26. marts 1883 i København, død 19. april 1968 sammesteds) var en dansk karakterskuespiller, vel den betydeligste i 1900-tallets danske teater. Han var søn af Elith Reumert og Athalia Flammé. Poul Reumert ligger begravet ved siden af Anna Borg på Mariebjerg Kirkegård.

## Ægteskaber og børn
Fra Poul Reumerts første ægteskab med Helga Ingeborg Meyer (født 9. november 1886) stammer tre børn: højesteretssagfører Michael Reumert (5. januar 1914 – 2. januar 1983), skuespiller Vibeke Elisabeth Reumert (3. oktober 1909 – 2003) og Dyveke Reumert (17. maj 1911 – 22. august 1998). Ægteskabet blev opløst i 1918.
Poul Reumert blev den 2. maj 1919 gift med Rigmor Emmy Julie Reumert, født Dinesen (3. september 1893 – 15. februar 1978).
Han blev i 1932 gift med den islandske skuespiller Anna Borg. Hans tredje ægteskab varede til Anna Borgs død i 1963. Anna Borg omkom i et fly fra Icelandair ved en flyveulykke ved Fornebu-lufthavnen nær Oslo. Børn: Stefan (født 1934), Torsten (født 1935).

## Karriere
Tekst mangler, hjælp os med at skrive teksten

## Teater
Reumerts sidste rolle var som Christian IV i Elverhøj.
Poul Reumert huskes også i følgende roller:
- Polonius i Hamlet (Shakespeare)
- Arnolphe i Fruentimmerskolen (Molière)
- Jeronimus i Mascarade (Holberg)
- Herman i Den politiske Kandestøber (Holberg)
- Rosiflengius i Det lykkelige Skibbrud (Holberg)
- Skuespilleren i En Sjæl efter Døden (Heiberg)
- Pastor Manders i Gengangere (Ibsen)
- Daniel Hejre i De unges forbund (Ibsen)
- Løjtnant von Buddinge i Gjenboerne (Hostrup)
- Meyer og (senere) Gamle Levin i Indenfor Murene (Nathansen)
- Swedenhielm i Swedenhielms (Hj. Bergman)
- Triquet i Eugen Onegin (Tjajkovskij)
- Hushovmesteren i Ariadne på Naxos (Richard Strauss)

Poul Reumert medvirkede i en lang række udsendelser i Radioteateret, bl.a. i Henrik Ibsens Jon Gabriel Borkmann.

## Udvalgt filmografi
- Afgrunden (1910)
- Naar Kærligheden dør (1912)
- Frøken Kirkemus (1941)
- Søren Søndervold (1942)
- Afsporet (1942)
- Det brændende spørgsmål (1943)
- Det ender med bryllup (1943)
- De tre skolekammerater (1944)
- Otte akkorder (1944)
- De er kloge, vi er gale (1945)
- Affæren Birte (1945)
- Familien Swedenhielm (1947)
- For frihed og ret (1949)

## Udvalgt bibliografi
Poul Reumert har udgivet flere bøger bl.a. erindringerne Masker og Mennesker (2. udgave, 1959) og Teaterets Kunst (1963).

## Hædersbevisninger
- Ridder af Dannebrog 1922, Dannebrogsmand 1926, Kommandør af 2. grad 1948, af 1. grad 1958
- Ingenio et arti 1933
- Fortjenstmedaljen i guld 1967
- Reumerts Ege

Årets Reumert er opkaldt efter Poul Reumert.
Statue af skuespilleren Poul Reumert i rollen som Løjtnant von Buddinge udført af Henning Koppel og opstillet i Hostrups Have på Frederiksberg.